# Raspailia howsei
Raspailia howsei är en svampdjursart som först beskrevs av James Scott Bowerbank 1866.  Raspailia howsei ingår i släktet Raspailia och familjen Raspailiidae. Inga underarter finns listade i Catalogue of Life.